# オトナビゲーション
『オトナビゲーションZ』は2017年10月2日から2022年9月22日までRKB毎日放送（RKBラジオ）で放送されていた情報ワイド番組である。『オトナビゲーション』として放送を開始し2021年に現在のタイトルに変更。2021年秋改変編にて金曜日にWeekend Live あんたっちゃぶるを開始することから放送日を月曜日〜木曜日に変更。2022年秋改変にて終了、後番組は＃さえのわっふる。

## 番組概要
〝オトナのたしなみ〟をコンセプトとして最新の文化トレンドなどを紹介していく番組。前番組の『米岡誠一・仲谷一志の午後のブルドッグ』に引き続き、RKB放送会館ではなく天神きらめき通りサテライトスタジオからの放送となる。2020年春より、新型コロナウィルス感染拡大防止の観点から、RKB放送会館での放送に変更。

## 放送時間
- 月曜日〜金曜日 13:00 - 16:00(JST。2017年10月2日〜2018年3月30日)
- 月曜日〜金曜日 13:00 - 15:00(JST。2018年4月2日〜2019年3月29日[2])
- 月曜日〜金曜日 12:00 - 15:00(JST。2019年4月1日〜2020年9月25日)
- 月曜日〜金曜日 13:00 - 16:00(JST。2020年9月28日〜2021年9月24日）
- 月曜日〜木曜日 13:00 - 16:00（2021年9月27日〜2022年9月23日)

## パーソナリティ
- 深町健二郎
- 米岡誠一
- 西田たかのり
- 三好ジェームス
- 赤塚亮太朗
- ゴリけん
- マサル

### 過去のパーソナリティ
- 武田伊央
- 山口玲香
- 武田早絵
- 内村麻美

### 各パーソナリティの担当曜日
| 期間                    | 月曜日                    | 火曜日                    | 水曜日                | 木曜日                | 金曜日                |
| ----------------------- | ------------------------- | ------------------------- | --------------------- | --------------------- | --------------------- |
| 2017.10.02 - 2018.03.30 | 深町健二郎 山口玲香       | 米岡誠一 内村麻美         | 深町健二郎 山口玲香   | 米岡誠一 武田伊央     | 西田たかのり 内村麻美 |
| 2018.04.02 - 2018.09.28 | 深町健二郎 武田早絵       | 米岡誠一 山口玲香         | 深町健二郎 山口玲香   | 米岡誠一 内村麻美     | 西田たかのり 内村麻美 |
| 2018.10.01 - 2020.09.30 | 深町健二郎 武田早絵       | 米岡誠一 武田早絵         | 深町健二郎 内村麻美   | 西田たかのり 内村麻美 | 米岡誠一 西田たかのり |
| 2020.10.01 - 2022.09.22 | 三好ジェームス 深町健二郎 | 三好ジェームス 赤塚亮太朗 | 西田たかのり ゴリけん | 西田たかのり マサル   | 米岡誠一 西田たかのり |

## コーナー
- となりのトホホ
- 誰ウタ?
- ドライバーズ・リクエスト（TBSラジオ制作）
- 闘う商売人 税理士　森田茂伸のもりもりわかる税の話（第1月曜）
- ゲスト コーナー
- オトナ ガレージ
- 街角リポート
- オフィスにおみやげ 博多バームスティック（第1月曜）
- ウエスト 思い出散歩道（第2・第4金曜）
- おっさんタイムズ「こんなんありましたけど」
- 脳みそグルグル オトナビクイズ
- 河村通夫の大自然まるかじりライフ（マール制作）（15:10 - 15:19）
- オトナビ タイム

### 過去のコーナー
- ナニオト?
- 過払い金 まるごと法律相談（火曜）
- 音楽の処方箋